# Kun en pige
Kun en pige er en dansk film fra 1995, instrueret af Peter Schrøder efter Lise Nørgaards erindringsbog af samme navn.
Filmen handler om Lise Tønder Jensens liv indtil slutningen af 2. verdenskrig.

## Tv-version
Kun en pige er flere gange blevet vist på DR, opdelt i tre episoder.
- Prolog: Lises fødsel og faderens utrolige skuffelse, samme scene gengives da Lises søster Gerda bliver født. Afsnittet ender med at Lise får lillebroren Kaj.
- Afsnit 1: Viser Lise som en ung (3-5-årig) pige, der stadig er meget ny i verden.
- Afsnit 2: Lise er omkring teenageårenes start. Hun er ung og begynder at vise sin stress for faderens kærlighed til hendes bror. (11-13 årig)
- Afsnit 3: Viser Lise som en lovende ung pige (16-17 år), der har drømme om at komme til Amerika, men ender med at komme på Sorø Husholdningsskole
- Afsnit 4: Lise vil komme videre i livet og på arbejde, men det forbyder hendes far hende. I slutningen får hun sin vilje og bliver ansat som hjælpejournalist.
- Afsnit 5: Lise er nu i 20-års alderen. Gennemfører sin uddannelse og bliver gift.
- Afsnit 6: Det sidste afsnit viser Lise, der får børn, og et Danmark under 2. verdenskrig. Lise er en meget lovende journalist, men graviditeten forbyder hende at arbejde. Hun ender med at få en skilsmisse og forlade manden og børnene.

## Medvirkende
- Waage Sandø – Harry A. Jensen, grosserer
- Inge Sofie Skovbo – Olga Jensen, husmor, gift med Harry
- Birthe Neumann – Moster Bob (Olgas søster, husmor)
- Amalie Dollerup – Lise (5-7 år)
- Sophie Engberg – Lise (12-14 år)
- Puk Scharbau – Lise (20-30 år)
- Telma Pil Jespersen – Kaj 1/2 år
- Morten Gundel – Kaj som lille
- Tomas Villum Jensen – Kaj som mellemstor og voksen
- Kristian Halken – Mogens, Lises første ægtemand
- Grethe Holmer – Mormor
- Aksel Rasmussen – Morfar
- Susanne Heinrich – Mogens' mor
- Claus Strandberg – Mogens' far
- Anders Nyborg – Poul Justesen, "Juster", journalistkollega og Lises ven
- Lars Knutzon – I.A. Hansen, chefredaktør
- Stig Hoffmeyer – Mads Hansen
- Peter Rygaard – Ifversen
- Gerda Gilboe – Tante Oktavia
- Ellen Winther Lembourn – Tante Valborg
- Lene Maimu – Tante Karen
- Bodil Heister – Tante Toria
- Xenia Lach-Nielsen – Eva
- Lise Schrøder – Frk. Vestergaard
- Rikke Louise Andersson – Irene
- Bodil Jørgensen – Gudrun
- Henrik Larsen – Sofus
- Lene Brøndum – Fru Bisgaard
- Lea Brøgger – Fru Holm
- Lisbeth Gajhede – Fru Andersen
- Rikke Wölck – Fru Schmidt
- Jarl Forsman – Maler Sørensen
- Birgit Zinn – Portnerkone
- Peter Schrøder – Henriksen, musiker
- Lene Falck – Frk. Mortensen
- Kristian Boland – Hr. Elmer
- Paprika Steen – Syerske
- Anders Hove – Phil
- Kjeld Nørgaard – Borgmester
- Hanne Windfeld – Frk. Lønholt
- Tom Jensen – KU
- Puk Schaufuss – Nonne
- Folmer Rubæk – Bestyrelsesformand
- Inger Hovmand – Frk. Johansen
- Karen Margrethe Bjerre – Ejer af broderiforretning
- Jeanne Boel – Ekspedient
- Joen Bille – Guldsmed